# Daurat de punta negra
El daurat de punta negra (Thymelicus lineola) és una espècie de lepidòpter papilionoïdeu de la família dels hespèrids (Hesperiidae) present als Països Catalans.

## Distribució
Present a gran part d'Europa, des de la península Ibèrica, sud de la península Itàlica i sud de Grècia fins al sud d'Escandinàvia, sud de Finlàndia i nord-oest de la Rússia europea. També present al nord d'Àfrica, al Marroc i Algèria, així com a l'Àsia temperada des de Turquia fins al Tian Shan i l'Amur. Absent de les principals illes mediterrànies, excepte Còrsega i Sicília, mentre que a les illes Britàniques és absent d'Irlanda i de la meitat nord de Gran Bretanya. Es va introduir accidentalment a l'est del Canadà a principi del segle xx i des d'allà es va estendre per part d'Amèrica del Nord fins als EUA, actuant com a plaga dels conreus de farratge (Phleum). Ocupa la major part de la península Ibèrica, a excepció de les franges litorals cantàbrica i mediterrània. A Catalunya es troba sobretot en zones muntanyoses de l'interior, incloent-hi els Pirineus, mentre que és absent de les grans planes agrícoles i de les franges litoral i pre-litoral. El seu límit meridional es troba a les Muntanyes de Prades, sent absent dels Ports de Tortosa-Beseit.

## Descripció
Envergadura alar d'entre 23 i 25 mm. Lleuger dimorfisme sexual, en presentar el mascle un petit androconi en forma d'una fina línia negra a l'anvers de l'ala anterior, el qual també és visible al revers. Anvers amb el fons ataronjat uniforme i un marge fosc i prim que s'estén cap a l'interior de les ales tot resseguint les venes. Revers de l'ala anterior ataronjada i amb la punta grisosa. Revers de l'ala posterior també ataronjada, però l'escamació grisa està més repartida pel conjunt de l'ala. Les antenes tenen la punta de color negre per sota.

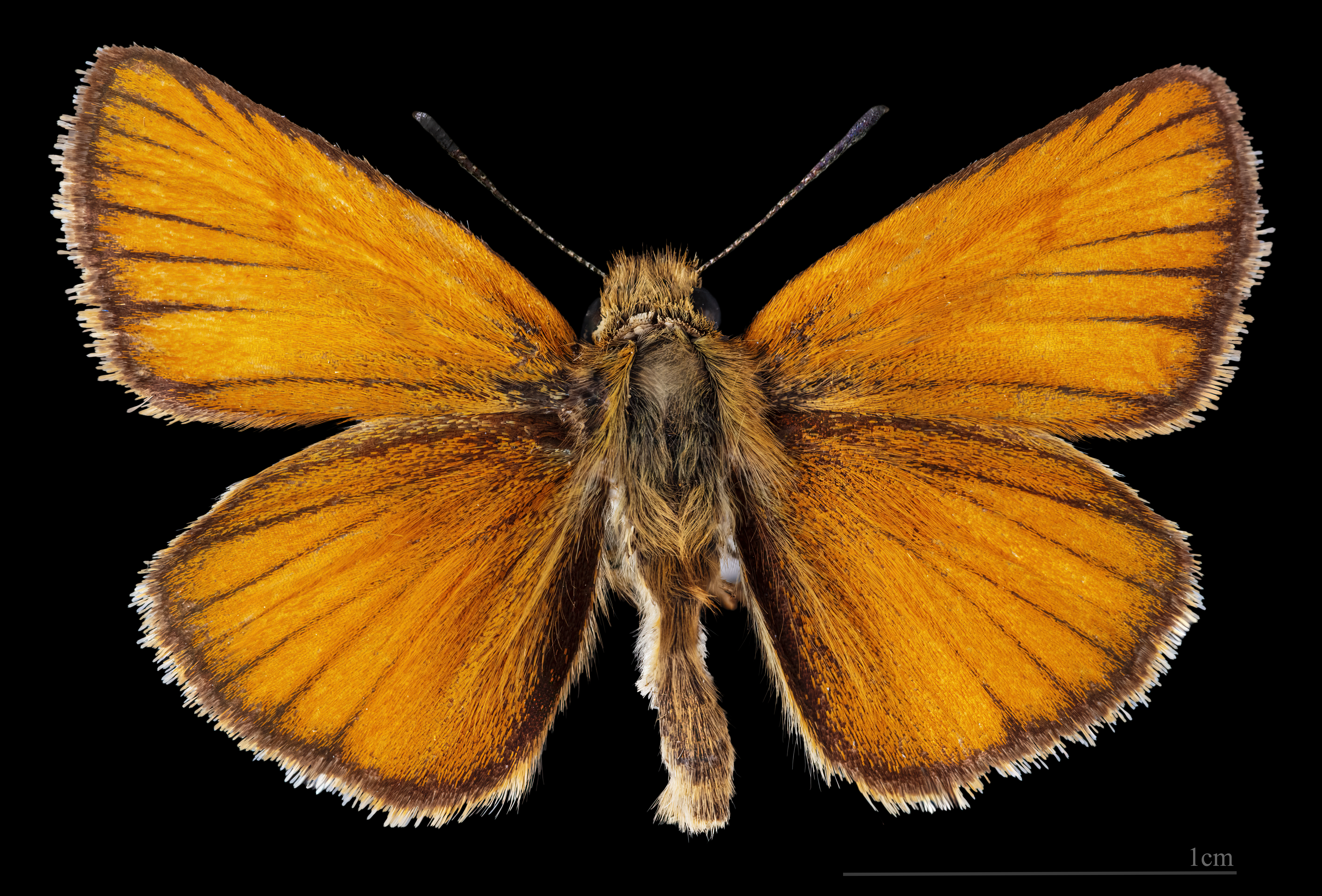
♂
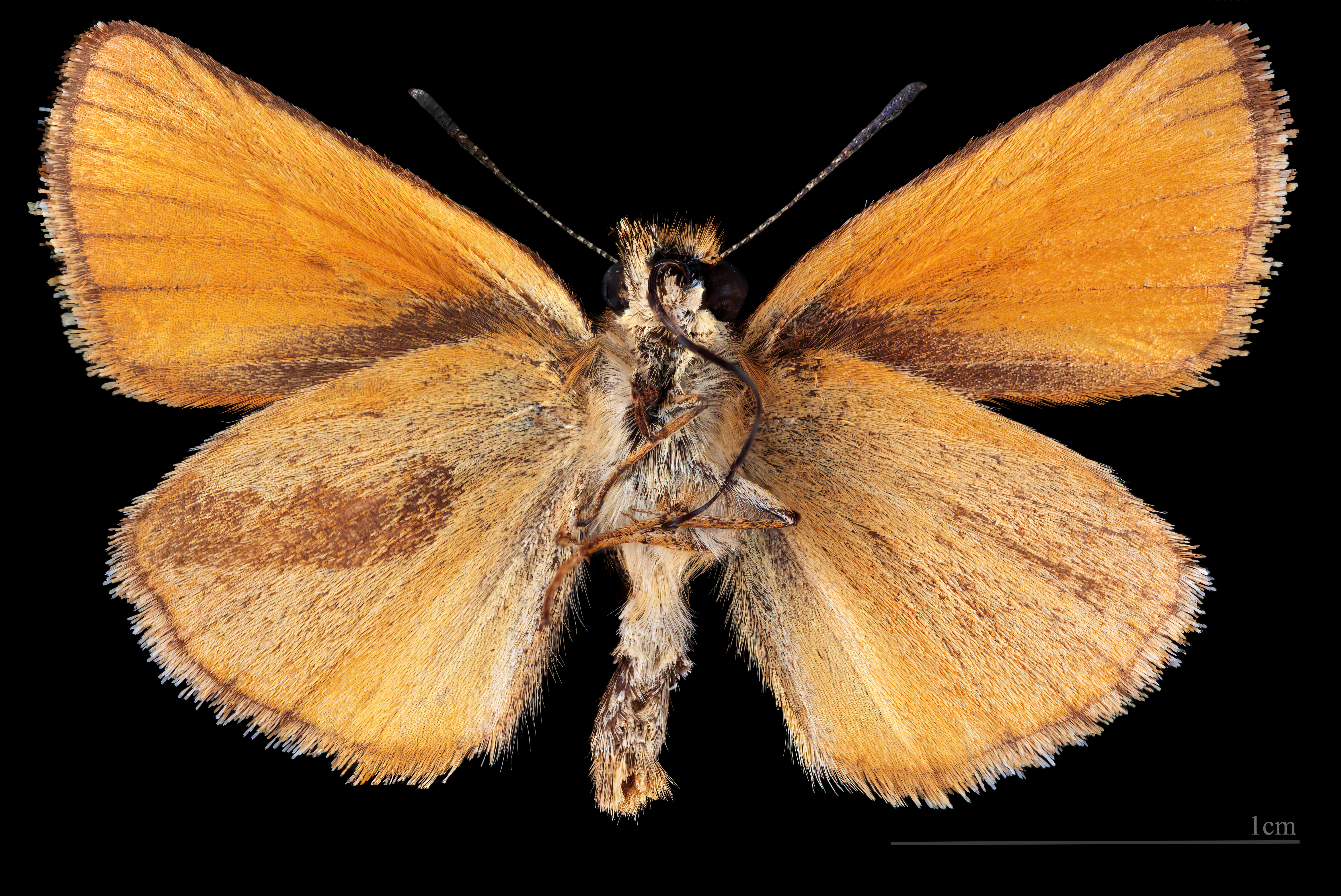
♂ △
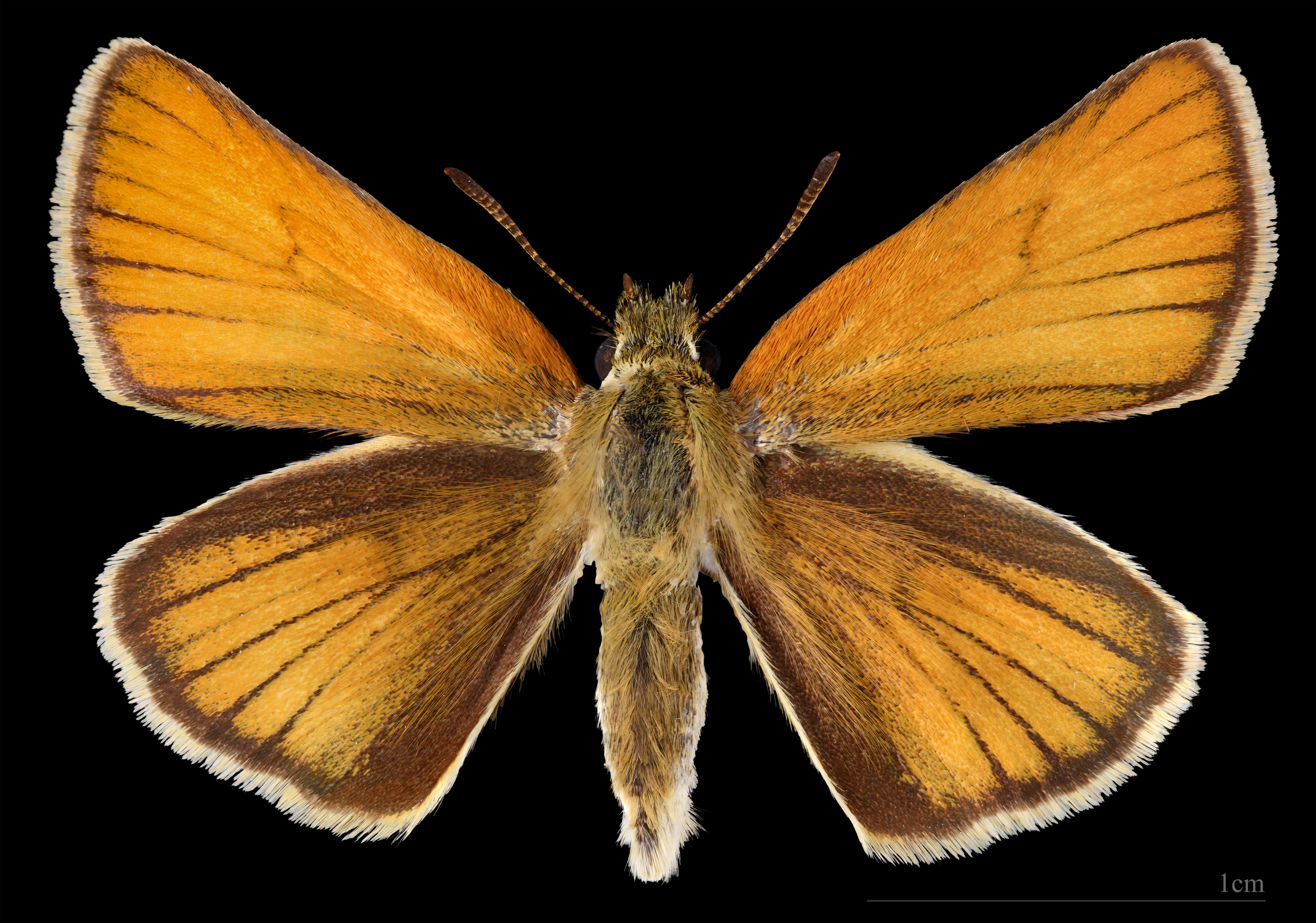
♀
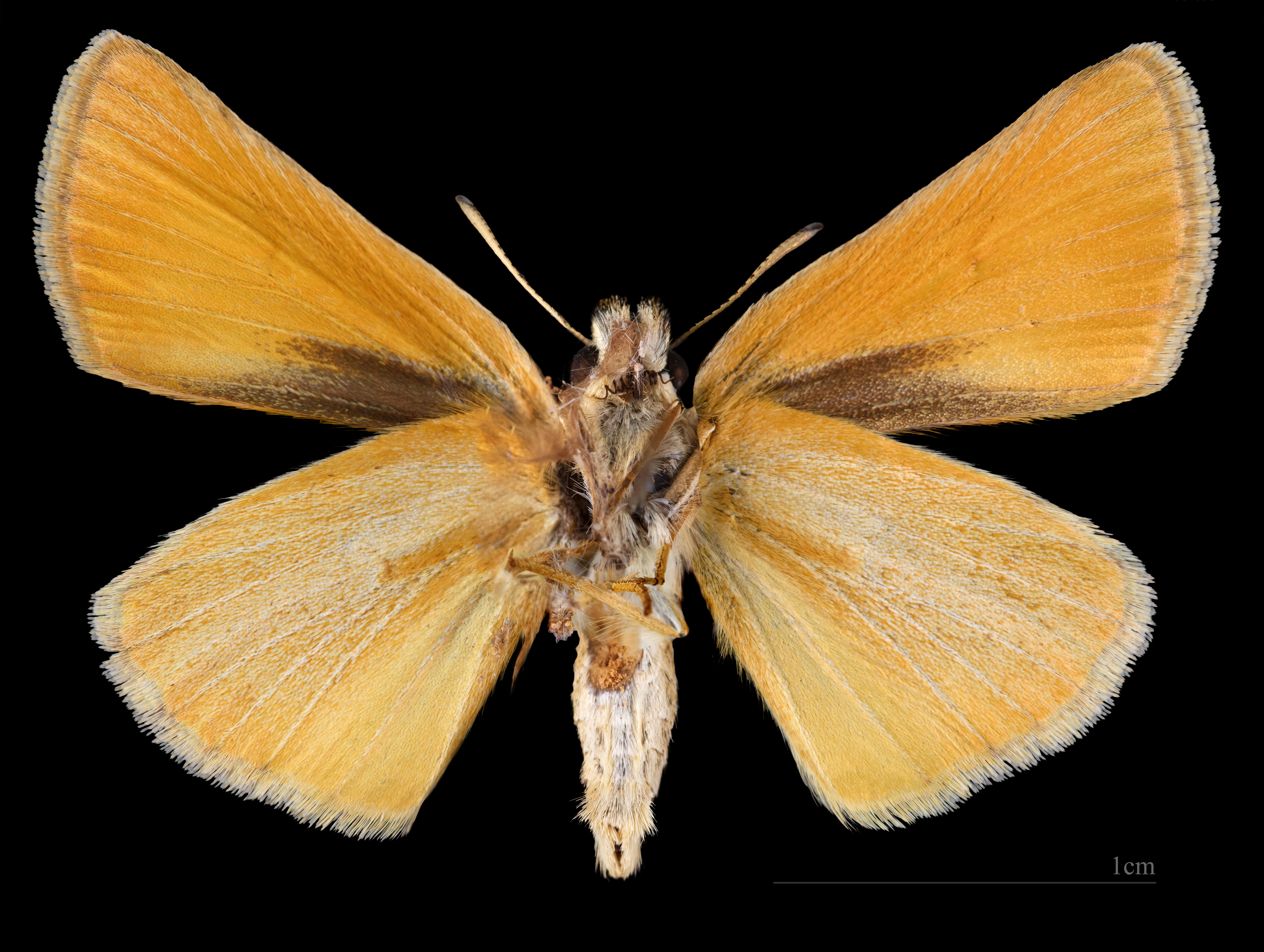
♀ △

## Hàbitat
Llocs oberts diversos amb abundància de flors i herba alta, com ara prats, vores de pistes, clarianes, erms, etc. Rang altitudinal des del nivell del mar fins als 2200 m. L'eruga s'alimenta de diverses gramínies, entre les quals destaquen Agrostis, Brachypodium, Bromus erectus, Holcus lanatus, Dactylis glomerata, Arrhenaterum elatius, Poa, Festuca o Lolium.

## Període de vol i hibernació
Vola en una generació entre maig i agost, en emergència prolongada. Hiverna com a eruga a l'interior de l'ou.

## Comportament i particularitats biològiques
Per a pondre els ous, les femelles s'aturen a la part superior de les seves plantes nutrícies i van descendint per les tiges tot introduint l'extrem de l'abdomen entre plecs de fulles per a dipositar-hi petits grups d'ous.

## Espècies ibèriques similars
- Daurat fosc (Thymelicus acteon)
- Daurat de punta taronja (Thymelicus sylvestris)
- Dard ros (Ochlodes sylvanus)

## Galeria

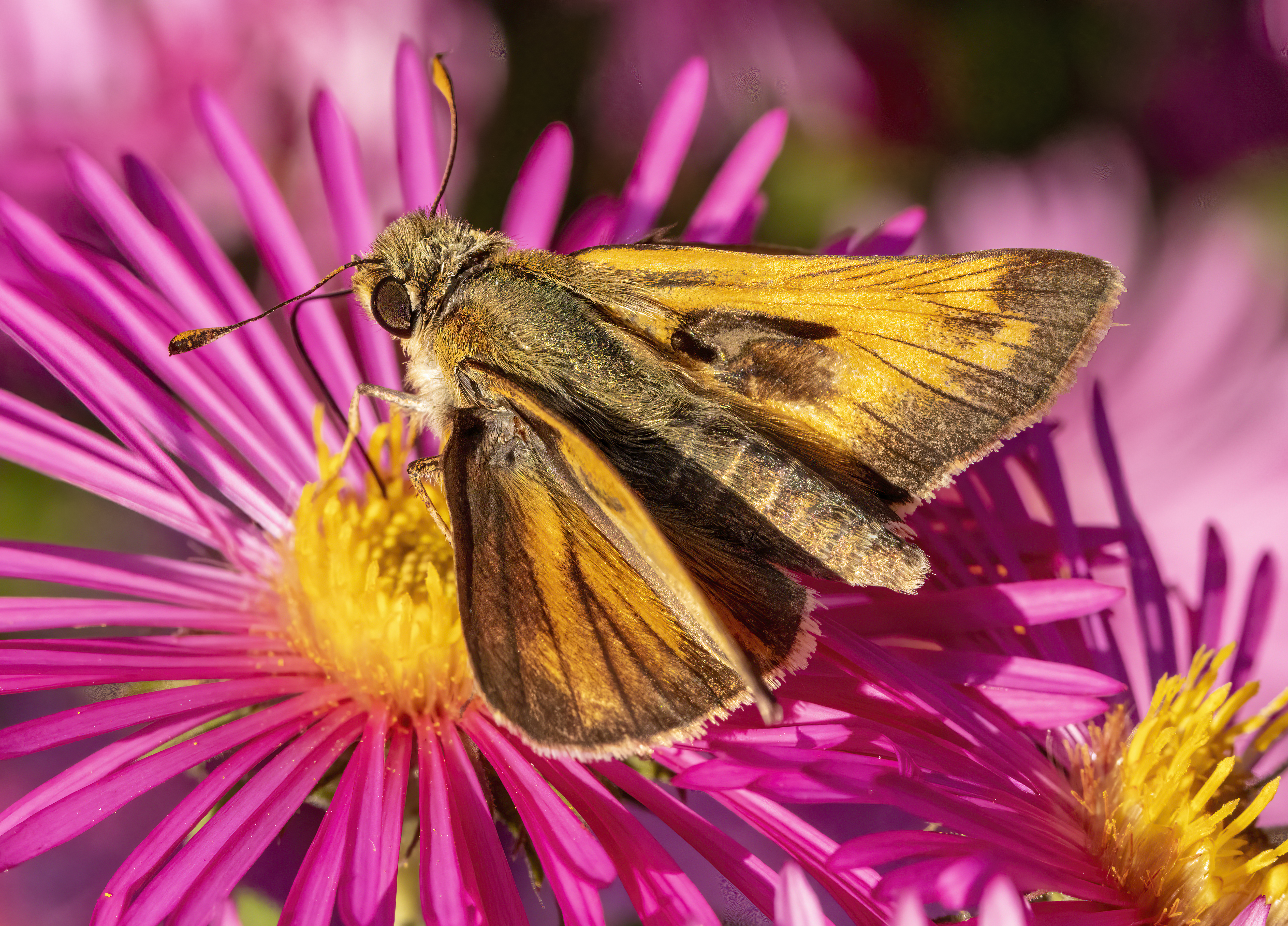
Anvers d'un mascle
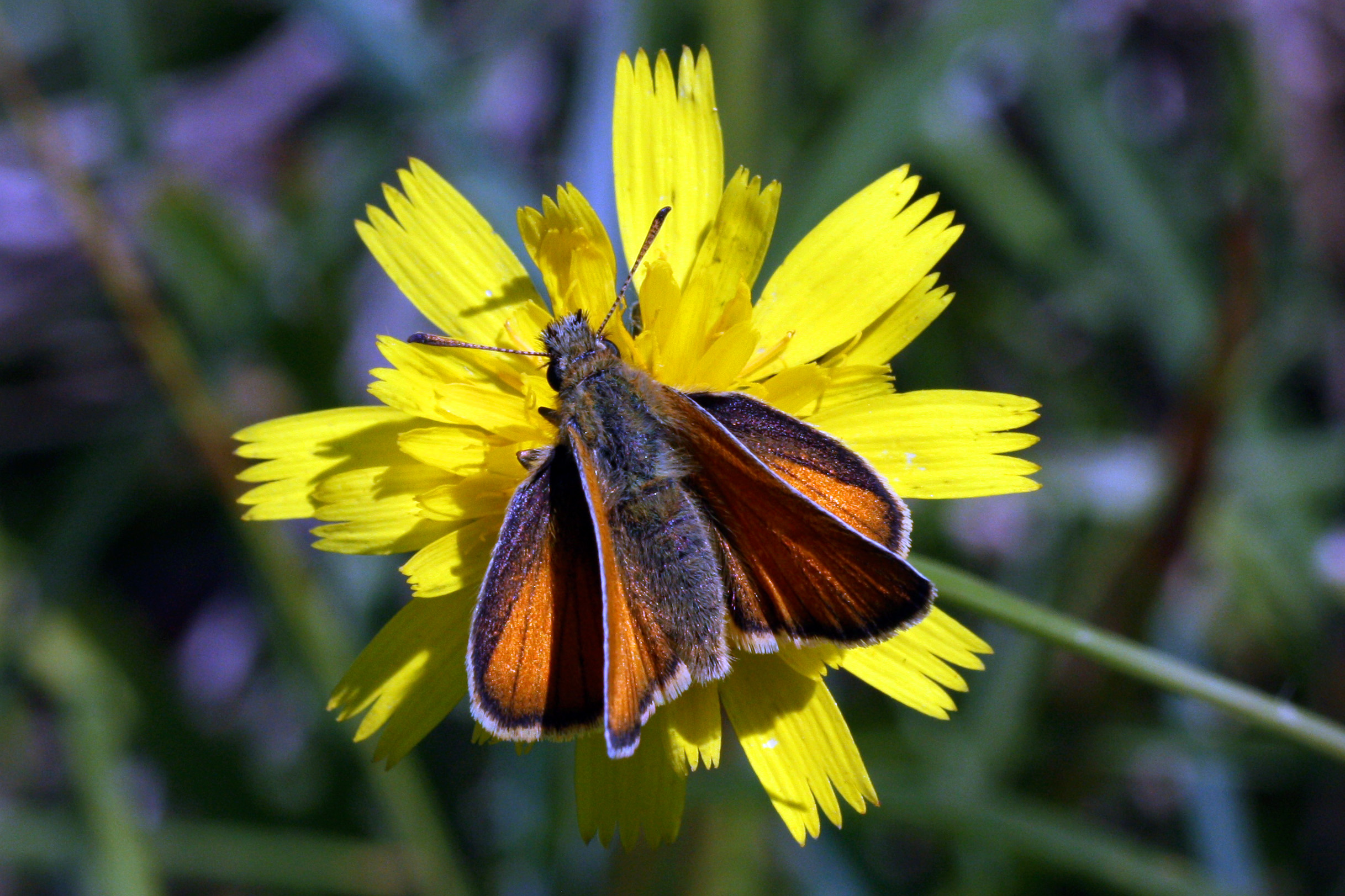
Anvers d'una femella
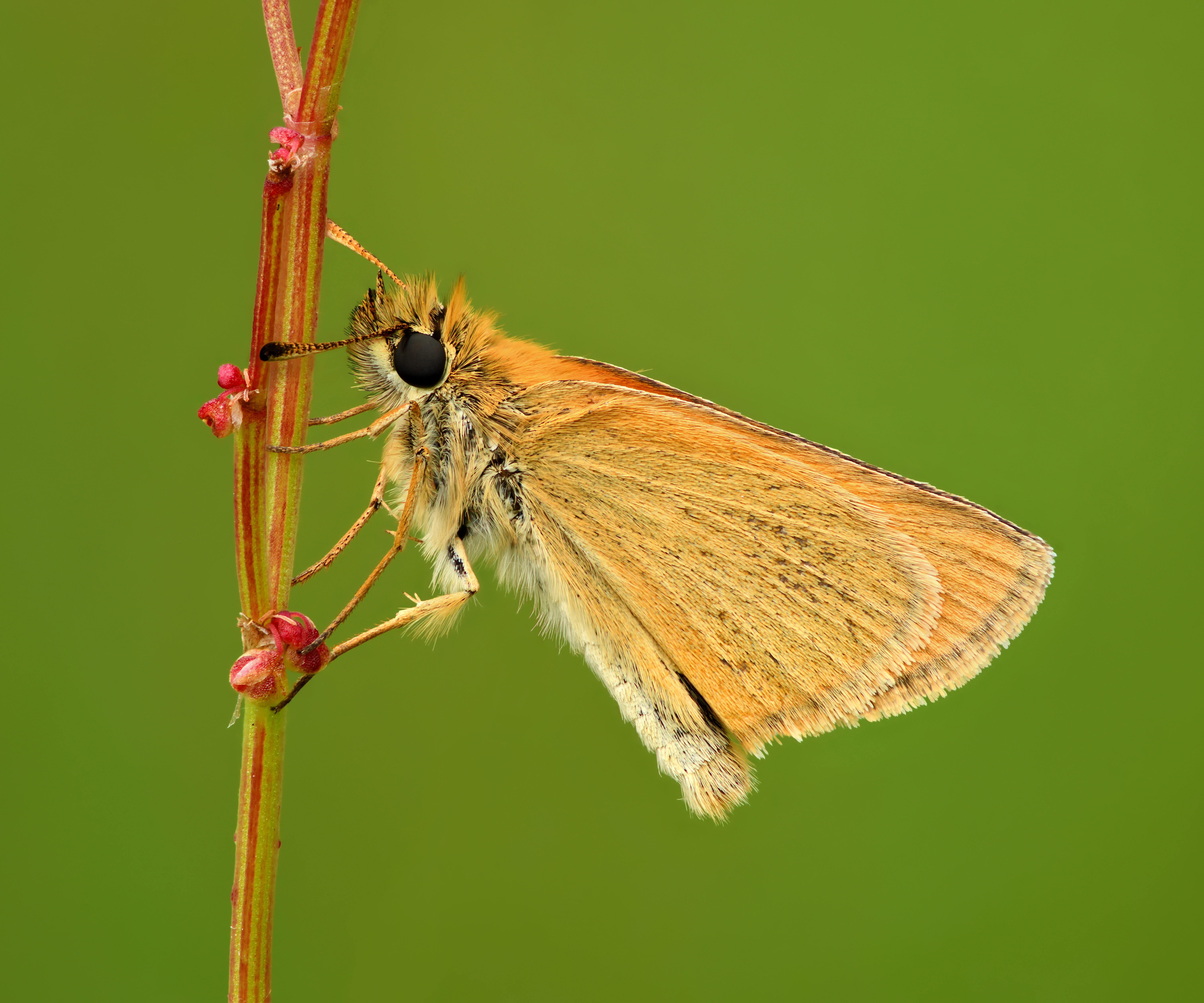
Revers d'un adult
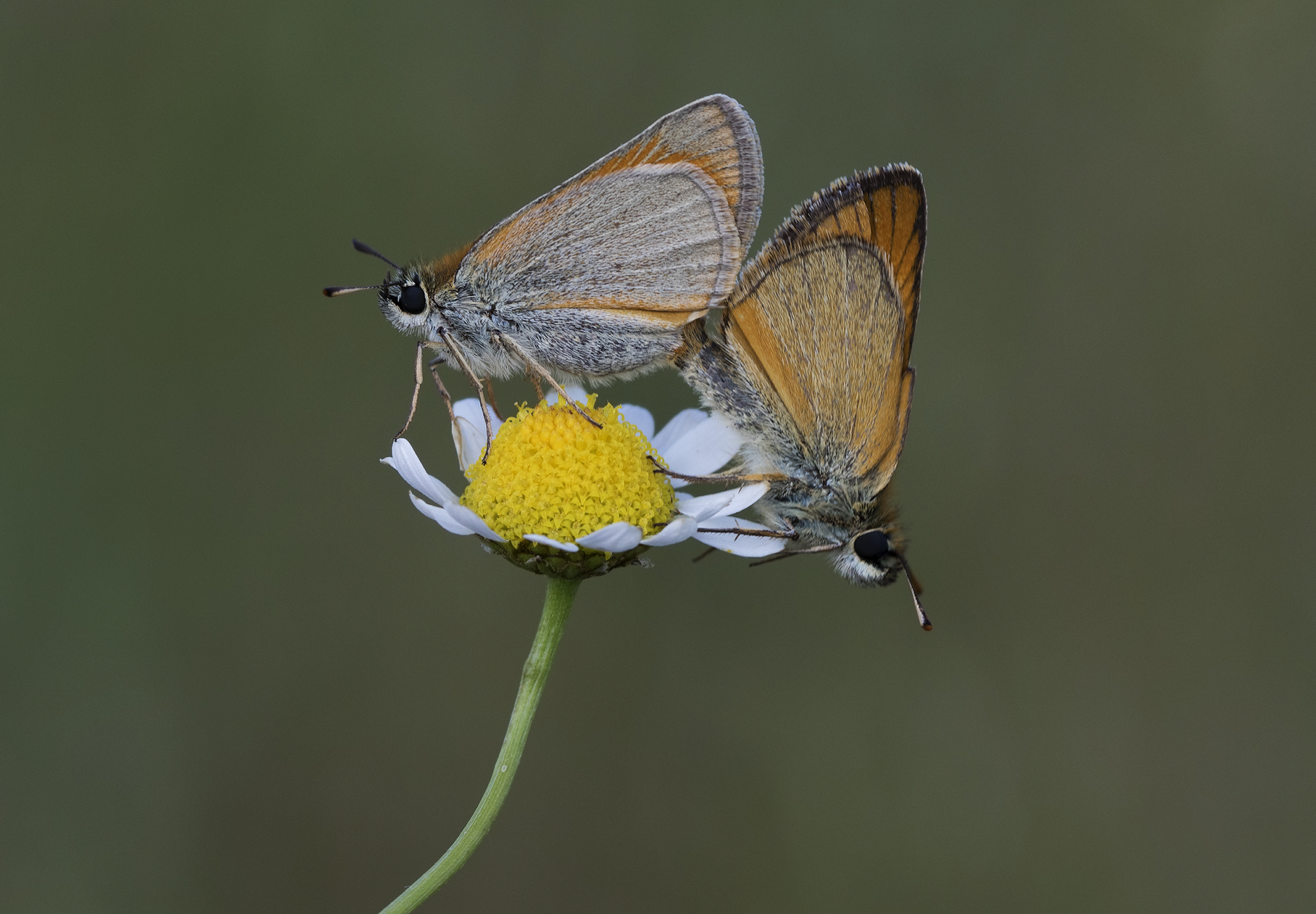
Aparellament